# Geher-Länderkampf der Frauen 1980 Schweden – BR Deutschland – Frankreich – Dänemark – Schweiz
| 7. Leichtathletik-Länderkampf mit bundesdeutscher Beteiligung 1980                      | 7. Leichtathletik-Länderkampf mit bundesdeutscher Beteiligung 1980 |
| --------------------------------------------------------------------------------------- | ------------------------------------------------------------------ |
|                                                                                         |                                                                    |
| Geher-Vergleich der Frauen: Schweden – BR Deutschland – Frankreich – Dänemark – Schweiz |                                                                    |
| Austragungsort                                                                          | Borås                                                              |
| Wettbewerbe                                                                             | 1                                                                  |
| Datum                                                                                   | 7. Juni                                                            |
| 1. SWE 2. FRG 3. FRA 4. DNK 5. SUI                                                      | 43 Punkte 27 Punkte 22 Punkte 15 Punkte 14 Punkte                  |
| Chronik                                                                                 |                                                                    |
| ← FRG-GBR-POL-SUI (F)                                                                   | POL-FRG (M) →                                                      |

Im siebten Vergleich des Länderkampfjahres 1980 traten die bundesdeutschen Geherinnen am 7. Juni zu ihrem zweiten Länderkampf in diesem Jahr an. Dabei kam es zum dritten Aufeinandertreffen mit Schweden, Dänemark, Frankreich und der Schweiz. Gastgeber war die ca. sechzig Kilometer östlich von Göteborg gelegene schwedische Stadt Borås. Die ersten beiden Vergleiche hatte 1978 und 1979 jeweils Schweden vor der Bundesrepublik und Frankreich gewonnen.

## Modus
Ausgetragen wurde ein Wettbewerb im Bahngehen über 5000 Meter. Jede Nation konnte vier Geherinnen stellen, von denen die drei Besten gewertet wurden. Die Punkte wurden verteilt wie folgt: 1. Platz: 16 Punkte / 2. Pl.; 14 P / 3. Pl: 13 P / 4. Pl.: 12 P / 5. Pl,: 11 P / ….

## Ergebnis
Wie schon im Vorjahr lagen alle schwedischen Geherinnen vor dem Rest des Feldes und dominierten damit diese Begegnung mit der maximalen Zahl von 43 Punkten. Die gewerteten bundesdeutschen Vertreterinnen belegten geschlossen die Ränge sieben bis neun, womit sie mit 27 Punkten den zweiten Platz in der Länderkampfwertung erreichten. Frankreich belegte mit 22 Punkten Rang drei. Damit ergab sich auf den drei vorderen Platzierungen dieselbe Reihenfolge wie 1979. Auf den Rängen vier und fünf vertauschte sich die Rangfolge gegenüber dem Vorjahr wieder. Dänemark kam mit fünfzehn Punkten auf den vierten Platz und die Schweiz wurde mit vierzehn Punkten nur einen Punkt dahinter Fünfter.

## Resultat

### 5000 m Bahngehen
| Platz | Athletin            | Land | Zeit (min) |
| ----- | ------------------- | ---- | ---------- |
| 01    | Siv Gustavsson      | SWE  | 23:57,6    |
| 02    | Elisabeth Olsson    | SWE  | 24:07,2    |
| 03    | Britt Holmqvist     | SWE  | 24:30,4    |
| 04    | Ann Jansson         | SWE  | 24:39.9    |
| 05    | Margot Vetterli     | SUI  | 25:33,2    |
| 06    | Claudine Richard    | FRA  | 26:04,3    |
| 07    | Monika Glöckler     | FRG  | 26:18,8    |
| 08    | Ingrid Adam         | FRG  | 26:41,4    |
| 09    | Regine Broders      | FRG  | 26:47,4    |
| 10    | Lene Cassidy        | DNK  | 27:06,7    |
| 11    | Eleonore Reinling   | FRA  | 27:11,9    |
| 12    | Suzanne Griesbach   | FRA  | 27:36,1    |
| 13    | Vivianne Guilmain   | FRA  | 27:44,0    |
| 14    | Laila Nielsen       | DNK  | 29:04,1    |
| 15    | Vivi Ovesen         | DNK  | 29:10,8    |
| 16    | Astrid Schiller     | FRG  | 29:30,3    |
| 17    | Christiane Udriot   | SUI  | 30:08,5    |
| 18    | Karin Jensen        | DNK  | 31:00.4    |
| 19    | Sonja Stalder       | SUI  | 31:17,6    |
| 20    | Elisabeth Fillettaz | SUI  | 33:26,6    |